# Melanippe
Melanippe – w mitologii greckiej Amazonka, siostra Hippolity i Antiope, córka Aresa i Otrere. Według jednej z wersji legendy została schwytana przez Heraklesa. W zamian za życie siostry Hippolita miała oddać herosowi swoją przepaskę. W ten sposób Herakles wykonał kolejną ze swoich dwunastu prac, a uwięzioną Amazonkę wypuścił na wolność.
Inna wersja legendy mówi o tym, że to Tezeusz porwał Melanippe i wziął z nią ślub (a nie z Antiope). Jeszcze inna, że zginęła z rąk Telamona.